# Drut kolczasty

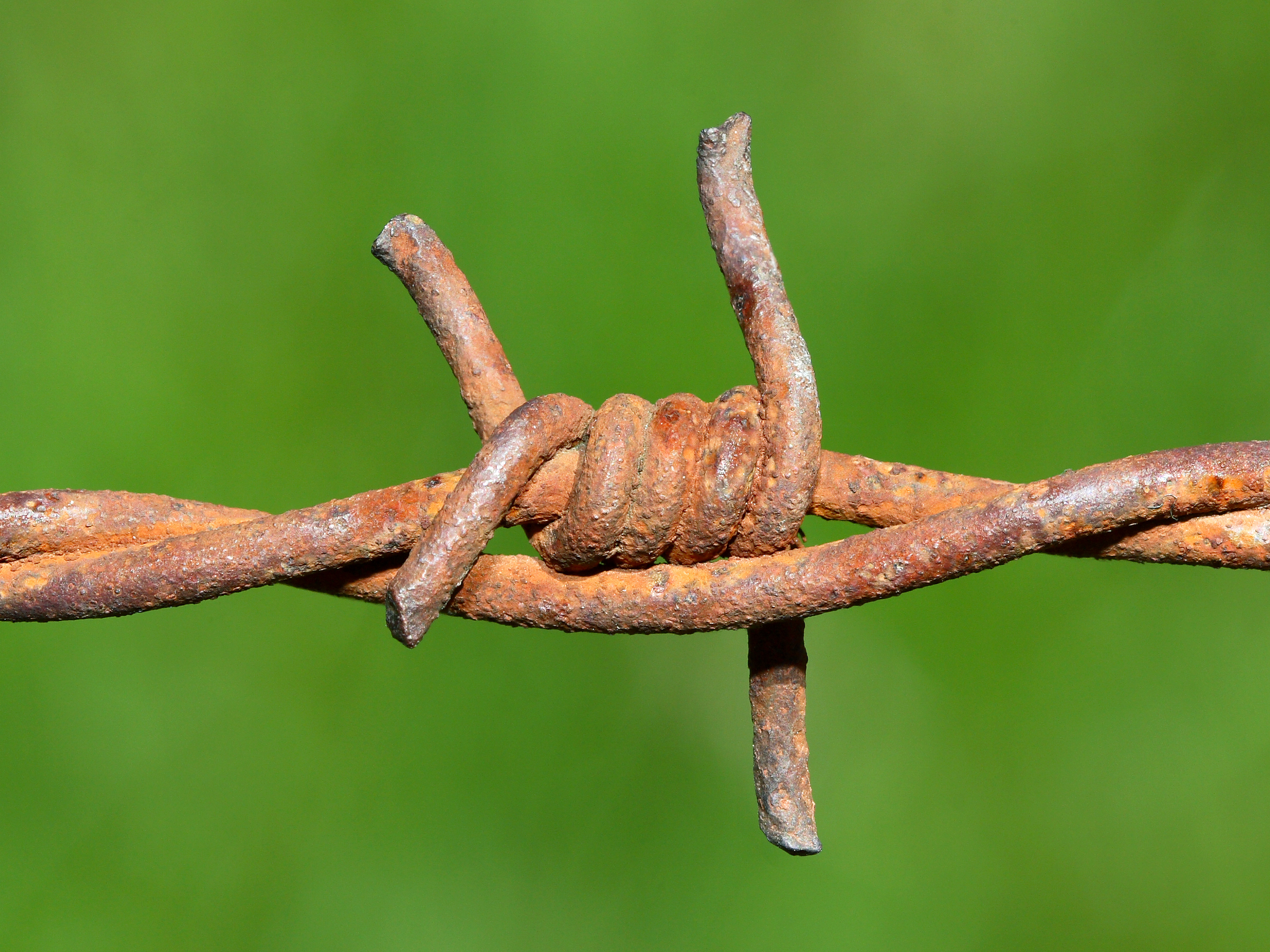
Drut kolczasty; zwój z czterema końcami

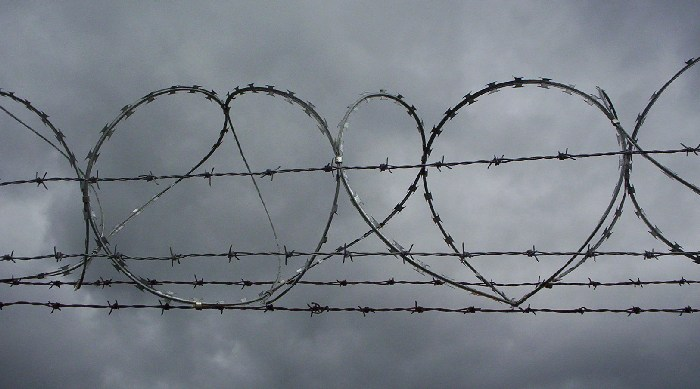
Drut kolczasty i ostrzowy

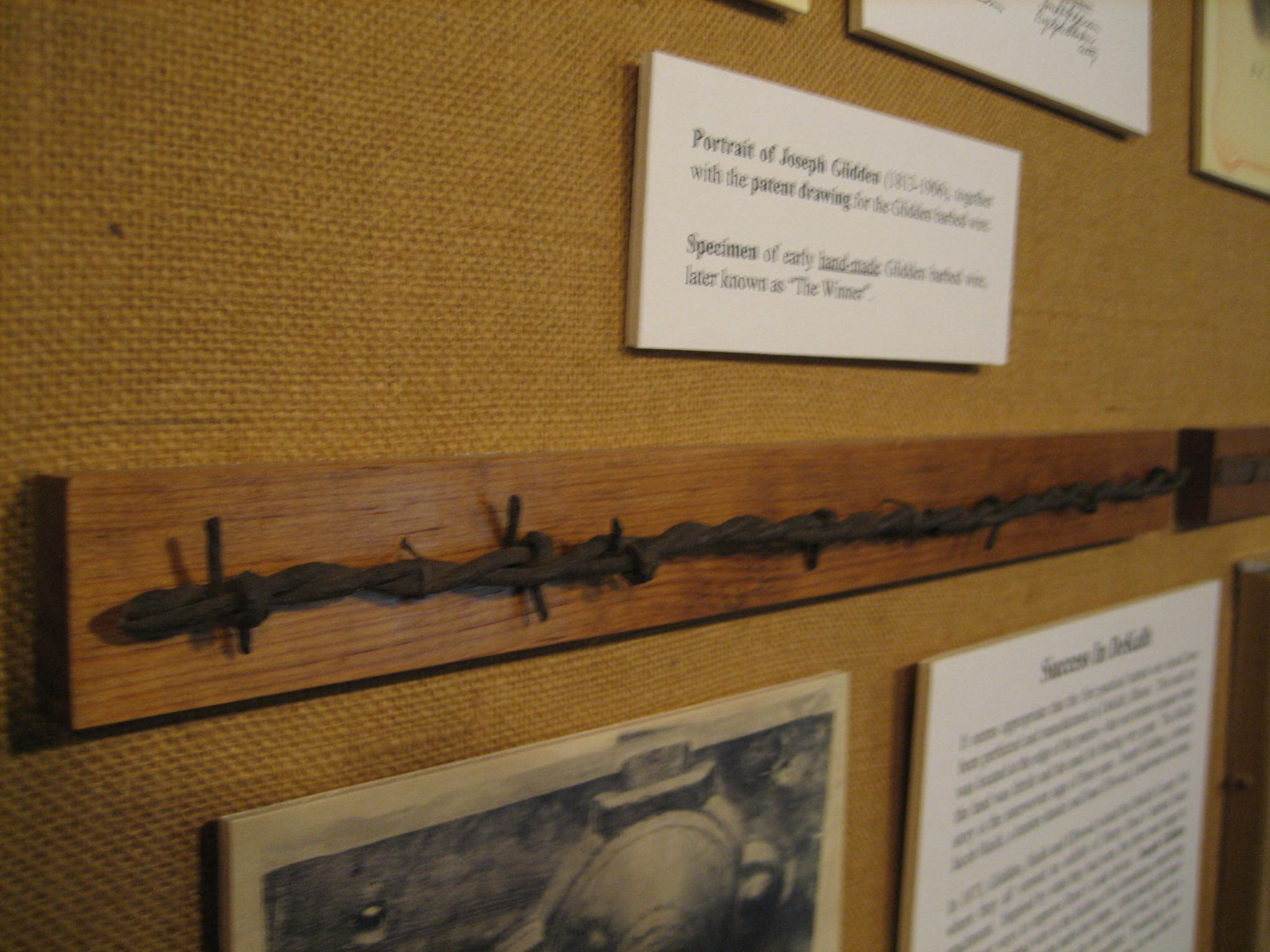
Pierwszy drut kolczasty Gliddena w Barbed Wire History Museum w DeKalb, Illinois

Drut kolczasty – liniowy element konstrukcyjny zapór (zasieków przeciwpiechotnych) i ogrodzeń (płotów). Wykonywany jest w postaci dwóch (rzadziej trzech) skręconych spiralnie drutów stalowych (nośnych, właściwych). Na nich w odstępach nawinięte są w sposób uniemożliwiający przesuwanie wzdłuż i obracanie wokół drutu nośnego, krótkie odcinki drutu (zwoje) o wystających, ostro ściętych końcach długości kilkunastu milimetrów. Właściwości drutu kolczastego opisują: grubość drutów nośnych, odległość pomiędzy zwojami kolców i liczba wystających końców w zwoju (2 lub 4).
Pomysł pochodzi z roku 1865. Francuski wynalazca Louis Jannin użył też jako pierwszy określenia drut kolczasty (fr. fil de fer barbelé). Pierwszym natomiast, kto wynalazek opatentował, był Amerykanin Joseph F. Glidden w 1874 roku.
Glidden otrzymał swój drugi patent (nr 157 124) w listopadzie 1874 roku. Nieco wcześniej przedsiębiorca Isaac Ellwood wszedł w spółkę z Gliddenem o nazwie Barb Fence Company w DeKalb. Wkrótce odnieśli ogromny sukces, produkując 5 ton w 1874 roku i blisko 150 ton w 1876 roku.
Pierwsze zastosowanie dla nowego wynalazku znaleźli hodowcy bydła na zachodzie Stanów Zjednoczonych, gdzie wypasano wielkie stada na ogromnych obszarach, których nie sposób było grodzić w sposób tradycyjny, tzn. drewnianymi płotami. John W. Gates zaprezentował drut kolczasty w San Antonio w Teksasie w roku 1876. Prezentacja, która wywołała zrozumiałe zainteresowanie hodowców, zakończyła się zaproszeniem do składania zamówień. Gates nawiązał kontakt z firmą Washburn, Moen & Ellwood i założył Southern Wire Company, która to kompania stała się największym producentem drutu. W roku 1880 federalny sąd okręgowy wydał decyzję potwierdzającą ważność patentu Gliddena i uznając jego monopol. To potwierdził w roku 1892 Sąd Najwyższy Stanów Zjednoczonych. W tej sytuacji 1898 roku Gates odkupił prawo własności od Gliddena i Ellwooda, przejął kontrolę nad Washburn and Moen, tworząc koncern Steel and Wire, który po jakimś czasie został wchłonięty przez United States Steel Corporation, na czele której stał jeden z najbogatszych obywateli USA Andrew Carnegie.
Drut kolczasty instaluje się na szczycie ogrodzenia wykonanego z siatki lub wykonuje się z niego całą płaszczyznę, umieszczając je równolegle do podłoża w odstępach 20–40 cm. Czasem, w celu utrudnienia sforsowania zasieków, używa się drutu kolczastego także w postaci dużych zwojów (średnicy kilkudziesięciu centymetrów). Często zwoje te są dodatkowo pospinane ze sobą. Niekiedy stosuje się zasieki i ogrodzenia złożone z dwóch rodzajów drutu ogrodzeniowych: kolczastego i ostrzowego.
W niektórych niemieckich obozach koncentracyjnych część ogrodzeń z drutu kolczastego była dodatkowo podłączona do źródła prądu o wysokim napięciu.
Drut kolczasty, w różnych swoich wariantach, jest coraz częściej używany na ogrodzeniach biegnących wzdłuż granic krajów europejskich (Bałkany, hiszpańskie enklawy w Maroku) w celu powstrzymania nielegalnych emigrantów z Afryki i Bliskiego Wschodu.